# Waldemar Piątek
Pour les articles homonymes, voir Piatek.
Waldemar Piątek, né le 2 novembre 1979 à Dębica, est un ancien footballeur polonais. Il évoluait au poste de gardien de but.

## Biographie

### Une carrière écourtée par la maladie
Élève du Wisłoka Dębica, Waldemar Piątek rejoint en 2001 le KSZO Ostrowiec Świętokrzyski, et y passe deux ans. Il signe ensuite au Lech Poznań, devient le titulaire de l'équipe et remporte la Coupe et la Supercoupe de Pologne en 2004, détournant deux frappes cracoviennes lors de cette dernière. Ces bonnes performances lui permettent d'être appelé en sélection nationale et l'envoient aux États-Unis, le 11 juillet. À Chicago, Piątek reste sur le banc de touche, et assiste au match nul de son équipe. Un an plus tard, la carrière du gardien est stoppée, les médecins lui ayant diagnostiqué l'hépatite C.

### Sa reconversion
Waldemar Piątek choisit donc de devenir entraîneur des gardiens, et trouve un poste en 2009 au Sandecja Nowy Sącz. Il passe ensuite par plusieurs clubs, avant de s'installer au Wisła Płock.

## Palmarès
- Vainqueur de la Coupe de Pologne : 2004
- Vainqueur de la Supercoupe de Pologne : 2004